# Govern Nacional de Transició
El Govern Nacional de Transició de Somàlia fou un òrgan de govern suposadament per tota Somàlia establert l'abril del 2000 a la Conferència Nacional de Pau de Somàlia feta a Djibouti coneguda com a Procés d'Arta
La Conferència va establir una Assemblea Nacional de Transició que al seu torn va elegir president que nomenava un cap de govern. Les faccions van nomenar president a Abdiqasim Salad Hassan el 27 d'agost del 2000. El 8 d'octubre del 2000 el president del Govern Nacional de Transició Abdiqasim Salad Hassan va nomenar com a primer ministre a Ali Khalif Galaid. El president i el primer ministre van sortir de Djibouti i van fer una entrada triomfal a Mogadiscio el 14 d'octubre de 2000 escortats per un miler de milicians armats posats al seu servei per les faccions que donaven suport al procés d'Arta i per empresaris i caps religiosos. El dia Galaib 15 va nomenar el seu govern en el qual Abdullahi Baqor Musa (sulta tradicional dels majeerteen) era ministre de defensa, Dahir Shaykh Muhammad era ministre de l'Interior i Sayid Shaykh Dahir era ministre de Finances.
En aquest any (6 de maig) fou creada la Comissió Nacional per la Reconciliació i l'Establiment de Normes, per regular el funcionament de l'assemblea i del GNT i els passos a donar cap a la reconciliació; era un cos de 25 membres del que fou nomenat president Abdirizak Haji Hussein, antic primer ministre de Somàlia, al que es va oposar Puntland i alguna altra facció. Hussein va haver de demitir el 25 de juliol del 2001. Per un afer de suposada corrupció amb diners italians Ali Khalif Galaid va perdre la confiança dels membres de l'assemblea. Aquesta va passar una moció en què se li retirava la confiança i se'l obligava a dimitir el 28 d'octubre del 2001. Osman Jama Ali va ocupar interinament el càrrec. El 12 de novembre de 2001 fou nomenat Hassan Abshir Farah.
Farah, nomenat poc després dels atemptats de l'11 de setembre del 2001, va convidar als Estats Units a enviar tropes a Somàlia per controlar activitats terroristes al país i especialment a Al-Itihaad al-Islamiya (AIAI) considerada pels americans com organització terrorista. El 15 de desembre del 2001 va assegurar que no hi havia membres d'Al-Qaida a Somàlia tot i que Hussein àlies Aydid assegurava que n'hi havia uns 50. El gener del 2002 fou nomenat comandant en cap de l'exèrcit el general Ismail Qasim Naji L'exèrcit disposava en aquest moment de 2.010 soldats i 90 dones soldat.
Com que moltes faccions no havien donat el seu acord al GNT, a fi i efecte d'incloure a totes les parts, es va convocar la Conferència de Pau i Reconciliació de Somàlia a Eldoret a Kenya. No obstant les faccions oposades van respondre creant el que pretenia ser un govern rival amb el nom de Consell de Reconciliació i Restauració de Somàlia (CRRS). Després de moltes mediacions i converses per fi es va arribar a un principi d'acord el juliol de 2003, pel qual s'acceptaven el nombre de parlamentaris proposats pel CRRS i aquest acceptava les persones proposades pel GNT. Les expectatives creades el 2000 quan es va fundar, reflectides en la rebuda triomfal a Mogadiscio del president i primer ministre, havien ja passat. El TGN expirava l'agost del 2003, i es va decidir que seguís en funcions fins que fos creat el Govern Federal de Transició que s'estava negociant. A partir d'agost el primer ministre Farah i el president de l'Assemblea Nacional de Transició Abdallah Derow Isaak es podien considerar cessats, però la decisió formal es va escenificar el 8 de desembre del 2003 amb un vot de no confiança a l'Assemblea. Els dos afectats, Farah i Isaak van declarar a Nairobi que l'extensió del mandat del GNT era inconstitucional. Fou nomenat com a primer ministre Muhammad Abdi Yusuf.
L'Assemblea Federal de Transició es va establir el gener del 2004, i va escollir president l'octubre de 2004, nomenant el primer Govern Federal de Transició el 3 de novembre de 2004.

## Suports
- Congrés de la Somàlia Unificada, de Hussein Haji Bod i Mohamed Qanyare Afrah (Ministre de Recursos Marins i després de Seguretat
- Congrés de la Somàlia Unificada de Osman Ali Atto
- Aliança de la Vall del Juba de Barre Adan Shire Hiiraale (Ministre de Reconstrucció i després de Defensa)
- Front Democràtic de Salvació de Somàlia

### Suports inicials després retirats
- Front Nacional Somali d'Omar Haji Mohamed "Masale"
- Exèrcit de Resistència Rahanweyn de Hassan Mohamed Nur "Shatigudud"
- Moviment Nacional Somali del Sud de Abdullahi Sheikh Ismail (després ministre d'Afers Exteriors al GFT)
- Moviment de Resistència Bimaal (BIREM), aliat a l'anterior